# Le Catelet
Le Catelet je naselje in občina v severnem francoskem departmaju Aisne regije Pikardije. Leta 2012 je naselje imelo 196 prebivalcev.

## Geografija
Kraj se nahaja v pokrajini Vermandois 18 km severno od Saint-Quentina, v bližini meje s sosednjo regijo Nord-Pas-de-Calais.

## Administracija
Le Catelet je sedež istoimenskega kantona, v katerega so poleg njegove vključene še občine Aubencheul-aux-Bois, Beaurevoir, Bellenglise, Bellicourt, Bony, Estrées, Gouy, Hargicourt, Lehaucourt, Joncourt, Lempire, Levergies, Magny-la-Fosse, Nauroy, Sequehart, Vendhuile in Villeret z 8.537 prebivalci.
Kanton je sestavni del okrožja Saint-Quentin.